# Кубок Шевалье Бутеля
Кубок Шевалье Бутеля (исп. Copa Chevallier Boutell), иногда Кубок Розы Шевалье Бутеля (исп. Copa Rosa Chevallier Boutell) — международный футбольный турнир, нерегулярно проводившийся в XX веке. Участниками турнира были сборные Аргентины  и Парагвая. Назван в честь президента Ассоциации футбола Аргентины Фрэнсиса Шевалье Бутеля.

## Розыгрыши

### Турнир 1923
20 мая
| Аргентина | 0:2 | Парагвай               | Спортиво Барракас, Буэнос-Айрес Судья: Сервандо Перес (Аргентина) |
|           |     | Дарио Лима             | Спортиво Барракас, Буэнос-Айрес Судья: Сервандо Перес (Аргентина) |
|           |     | Роке Сентурион Миранда |                                                                   |

25 мая
| Аргентина           | 1:0 | Парагвай | Спортиво Барракас, Буэнос-Айрес Судья: Мануэль Лоусано (Аргентина) |
| Карлос Исагирре 86' |     |          | Спортиво Барракас, Буэнос-Айрес Судья: Мануэль Лоусано (Аргентина) |

### Турнир 1924
15 мая
| Парагвай              | 1:3 | Аргентина             | Педро-Хуан-Кабальеро Судья: Франсиско Андреу (Парагвай) |
| Мануэль Флейтас Солич |     | Сесарео Онсари 52'    | Педро-Хуан-Кабальеро Судья: Франсиско Андреу (Парагвай) |
|                       |     | Доминго Тараскони 68' |                                                         |
|                       |     | Мануэль Сеоане 79'    |                                                         |

18 мая
| Парагвай                       | 2:1 | Аргентина             | Педро-Хуан-Кабальеро Судья: Марба (Парагвай) |
| Херардо Ривас                  |     | Доминго Тараскони 55' | Педро-Хуан-Кабальеро Судья: Марба (Парагвай) |
| Мануэль Флейтас Солич (с пен.) |     |                       |                                              |

### Турнир 1925
9 июля
| Аргентина         | 1:1 | Парагвай    | Брандсен и Дель Крусеро, Буэнос-Айрес Судья: Луис Сельери (Аргентина) |
| Хуан Эваристо 65' |     | Луис Фретес | Брандсен и Дель Крусеро, Буэнос-Айрес Судья: Луис Сельери (Аргентина) |

12 июля
| Аргентина              | 1:1 | Парагвай    | Спортиво Барракас, Буэнос-Айрес Судья: Херонимо Рапосси (Аргентина) |
| Хосе Бруно Гаслини 65' |     | Луис Фретес | Спортиво Барракас, Буэнос-Айрес Судья: Херонимо Рапосси (Аргентина) |

### Турнир 1926
29 мая
| Аргентина                 | 2:1 | Парагвай         | Брандсен и Дель Крусеро, Буэнос-Айрес Судья: Франсиско Андреу (Парагвай) |
| Андрес Станьяро 27'       |     | Ильдефонсо Лопес | Брандсен и Дель Крусеро, Буэнос-Айрес Судья: Франсиско Андреу (Парагвай) |
| Фелипе Черро 47' (с пен.) |     |                  |                                                                          |

3 июня
| Аргентина           | 2:1 | Парагвай    | Спортиво Барракас, Буэнос-Айрес |
| Ренато Чезарини 23' |     | Луис Фретес | Спортиво Барракас, Буэнос-Айрес |
| Хуан Вильягра 89'   |     |             |                                 |

### Турнир 1931
4 июня
| Аргентина      | 1:1 | Парагвай         | Спортиво Барракас, Буэнос-Айрес Судья: Солар (Аргентина) |
| Луис Монти 80' |     | Аурелио Гонсалес | Спортиво Барракас, Буэнос-Айрес Судья: Солар (Аргентина) |

9 июня
| Аргентина           | 3:1 | Парагвай                | Спортиво Барракас, Буэнос-Айрес Судья: Селестино Дестайльятс (Аргентина) |
| Эмилио Оскар Кастро |     | Дельфин Бенитес Касерес | Спортиво Барракас, Буэнос-Айрес Судья: Селестино Дестайльятс (Аргентина) |
| Эмилио Оскар Кастро |     |                         |                                                                          |
| Карлос Спадаро      |     |                         |                                                                          |

### Турнир 1939
13 августа
| Парагвай | 0:1 | Аргентина       | Дефенсорес дель Чако, Асунсьон Судья: Кайэтано де Никола (Парагвай) |
|          |     | Хосе Фабрини 5' | Дефенсорес дель Чако, Асунсьон Судья: Кайэтано де Никола (Парагвай) |

15 августа
| Парагвай               | 2:2 | Аргентина          | Дефенсорес дель Чако, Асунсьон Судья: Бенито Луго Чавес (Парагвай) |
| Игнасио Диас (автогол) |     | Хайме Сарланга 66' | Дефенсорес дель Чако, Асунсьон Судья: Бенито Луго Чавес (Парагвай) |
| Теофило Эспинола       |     | Луис Арриета 75'   |                                                                    |

### Турнир 1940
18 февраля
| Аргентина                 | 3:1 | Парагвай      | Индепендьенте, Буэнос-Айрес Судья: Хуан Хосе Альварес (Аргентина) |
| Рауль Освальдо Легуисамон |     | Эдуардо Минго | Индепендьенте, Буэнос-Айрес Судья: Хуан Хосе Альварес (Аргентина) |
| Адольфо Педернера         |     |               |                                                                   |
| Габино Бальестерос        |     |               |                                                                   |

25 февраля
| Парагвай | 0:4 | Аргентина          | Дефенсорес дель Чако, Асунсьон |
|          |     | Эрминио Масантонио | Дефенсорес дель Чако, Асунсьон |
|          |     | Эрминио Масантонио |                                |
|          |     | Анхель Лаферрара   |                                |
|          |     | Анхель Лаферрара   |                                |

### Турнир 1943
10 июля
| Парагвай         | 2:5 | Аргентина          | Дефенсорес дель Чако, Асунсьон Судья: Хосе Масиас (Аргентина) |
| Атилио Мельоне   |     | Хайме Сарланга     | Дефенсорес дель Чако, Асунсьон Судья: Хосе Масиас (Аргентина) |
| Немесио Феррейра |     | Хайме Сарланга     |                                                               |
|                  |     | Мануэль Пелегрина  |                                                               |
|                  |     | Висенте де ла Мата |                                                               |
|                  |     | Ринальдо Мартино   |                                                               |

11 июля
| Парагвай             | 2:1 | Аргентина      | Дефенсорес дель Чако, Асунсьон Судья: Кайэтано де Никола (Парагвай) |
| Педро Рамон Альварес |     | Хайме Сарланга | Дефенсорес дель Чако, Асунсьон Судья: Кайэтано де Никола (Парагвай) |
| Леокардио Марин      |     |                |                                                                     |

### Турнир 1945 (1)
6 января
| Аргентина          | 5:2 | Парагвай                 | Гасометро, Буэнос-Айрес Судья: Хосе Масиас (Аргентина) |
| Феликс Лоустау     |     | Эфихенио Бенитес         | Гасометро, Буэнос-Айрес Судья: Хосе Масиас (Аргентина) |
| Хуан Карлос Муньос |     | Рубен Эваристо Фернандес |                                                        |
| Ринальдо Мартино   |     |                          |                                                        |
| Рене Понтони       |     |                          |                                                        |
| Рене Понтони       |     |                          |                                                        |

9 января
| Аргентина        | 5:2 | Парагвай         | Гасометро, Буэнос-Айрес Судья: Освальдо Коссио (Аргентина) |
| Рене Понтони     |     | Эфихенио Бенитес | Гасометро, Буэнос-Айрес Судья: Освальдо Коссио (Аргентина) |
| Рене Понтони     |     | Эфихенио Бенитес |                                                            |
| Ринальдо Мартино |     | Элигио Эскивель  |                                                            |
| Рене Понтони     |     |                  |                                                            |
| Рене Понтони     |     |                  |                                                            |

### Турнир 1945 (2)
7 июля
| Парагвай                | 5:1 | Аргентина    | Дефенсорес дель Чако, Асунсьон Судья: Освальдо Коссио (Аргентина) |
| Хуан Баутиста Вильяльба |     | Рене Понтони | Дефенсорес дель Чако, Асунсьон Судья: Освальдо Коссио (Аргентина) |
| Висенте Санчес          |     |              |                                                                   |
| Франсиско Соса          |     |              |                                                                   |
| Педро Фернандес         |     |              |                                                                   |

9 июля
| Парагвай        | 1:3 | Аргентина        | Дефенсорес дель Чако, Асунсьон Судья: Маркос Рохас (Парагвай) |
| Педро Фернандес |     | Эсра Суэд        | Дефенсорес дель Чако, Асунсьон Судья: Маркос Рохас (Парагвай) |
|                 |     | Ринальдо Мартино |                                                               |
|                 |     | Ринальдо Мартино |                                                               |

### Турнир 1950
25 марта
| Аргентина         | 2:2 | Парагвай                   | Монументаль, Буэнос-Айрес Судья: Берт Кросс (Англия) |
| Сантьяго Вернасса |     | Вальтер Гарсерон (автогол) | Монументаль, Буэнос-Айрес Судья: Берт Кросс (Англия) |
| Рубен Браво       |     | Франсиско Соса             |                                                      |

29 марта
| Аргентина             | 4:0 | Парагвай | Гасометро, Буэнос-Айрес Судья: Харри Артлес (Англия) |
| Анхель Амадео Лабруна |     |          | Гасометро, Буэнос-Айрес Судья: Харри Артлес (Англия) |
| Анхель Амадео Лабруна |     |          |                                                      |
| Габриэль Уньяте       |     |          |                                                      |
| Габриэль Уньяте       |     |          |                                                      |

### Турнир 1956
15 августа
| Парагвай | 0:1 | Аргентина          | Дефенсорес дель Чако, Асунсьон Судья: Берт Кросс (Англия) |
|          |     | Норберто Конде 24' | Дефенсорес дель Чако, Асунсьон Судья: Берт Кросс (Англия) |

### Турнир 1963
15 октября
| Парагвай | 0:4 | Аргентина               | Дефенсорес дель Чако, Асунсьон Судья: Мануэль Веларде (Аргентина) |
|          |     | Луис Артиме 38'         | Дефенсорес дель Чако, Асунсьон Судья: Мануэль Веларде (Аргентина) |
|          |     | Луис Артиме 55'         |                                                                   |
|          |     | Рауль Армандо Савой 82' |                                                                   |
|          |     | Эрминдо Онега 87'       |                                                                   |

29 октября
| Аргентина          | 2:3 | Парагвай          | Гасометро, Буэнос-Айрес |
| Сесар Луис Менотти |     | Хуан Пелайо Айала | Гасометро, Буэнос-Айрес |
| Луис Артиме        |     | Пабло Рохас       |                         |
|                    |     | Пабло Рохас       |                         |

### Турнир 1964
25 ноября
| Парагвай      | 3:0 | Аргентина | Мануэль Феррейра, Асунсьон |
| Марко Кандия  |     |           | Мануэль Феррейра, Асунсьон |
| Луис Ивальди  |     |           |                            |
| Хенаро Гарсия |     |           |                            |

8 декабря
| Аргентина       | 8:1 | Парагвай          | Гасометро, Буэнос-Айрес |
| Луис Артиме     |     | Хулио Сесар Павон | Гасометро, Буэнос-Айрес |
| Луис Артиме     |     |                   |                         |
| Луис Артиме     |     |                   |                         |
| Эрминдо Онега   |     |                   |                         |
| Эрминдо Онега   |     |                   |                         |
| Педро Проспетти |     |                   |                         |
| Педро Проспетти |     |                   |                         |
| Луис Артиме     |     |                   |                         |

### Турнир 1971
4 июля
| Парагвай                             | 1:1 | Аргентина         | Дефенсорес дель Чако, Асунсьон Судья: Арналдо Сесар Коэльо (Бразилия) |
| Сатурнино Арруа Молинас (с пен.) 65' |     | Анхель Маркос 51' | Дефенсорес дель Чако, Асунсьон Судья: Арналдо Сесар Коэльо (Бразилия) |

11 декабря
| Аргентина          | 1:0 | Парагвай | Хиганте де Арройито, Росарио |
| Сесар Ларайнье 17' |     |          | Хиганте де Арройито, Росарио |

## Титулы
| Сборная   | Число побед | Годы                                                                       |
| --------- | ----------- | -------------------------------------------------------------------------- |
| Аргентина | 13          | 1924, 1925, 1926, 1931, 1939, 1940, 1943, 1945 (1), 1950, 1963, 1964, 1971 |
| Парагвай  | 3           | 1923, 1925, 1945 (2)                                                       |

## Лучшие бомбардиры
| Место | Футболист        | Голы |
| ----- | ---------------- | ---- |
| 1     | Луис Артиме      | 7    |
| 1     | Рене Понтони     |      |
| 2     | Ринальдо Мартино | 5    |
| 3     | Хайме Сарланга   | 4    |